# Prades (Haute-Loire)
Prades ist ein Ort und eine französische Gemeinde (commune) mit nur noch 72 Einwohnern (Stand 1. Januar 2022) im Département Haute-Loire in der Region Auvergne-Rhône-Alpes (vor 2016 Auvergne).

## Lage und Klima
Der rund 560 m hoch gelegene Ort Prades liegt in der Landschaft des Velay im Südosten der Auvergne gut 30 Kilometer westlich von Le Puy-en-Velay am Fluss Allier, in den hier die Seuge und die Besque einmünden. Das Klima ist gemäßigt bis mild; Regen (etwa 1000 mm/Jahr) fällt überwiegend im Winterhalbjahr.

## Bevölkerungsentwicklung
| Jahr                       | 1800 | 1851 | 1901 | 1954 | 1999 | 2019 |
| Einwohner                  | 268  | 404  | 361  | 162  | 62   | 62   |
| Quellen: Cassini und INSEE |      |      |      |      |      |      |

Die Mechanisierung der Landwirtschaft und die Aufgabe bäuerlicher Kleinbetriebe („Höfesterben“) haben seit den 1950er Jahren zu einem deutlichen Rückgang der Einwohnerzahlen geführt.

## Wirtschaft
In früheren Jahrhunderten lebten die Bewohner der Gemeinde als weitgehende Selbstversorger von den Erträgen ihrer Felder und Gärten sowie von der Viehzucht. Seit den 1960er Jahren spielt die Vermietung von Ferienwohnungen (gîtes) eine immer wichtiger werdende Rolle.

## Sehenswürdigkeiten
- Die inmitten des Friedhofs stehende Église Saint-André aus dem 12. Jahrhundert ist mit dem rötlichen Vulkangestein der zentralen Auvergne erbaut; das dreischiffige Innere besteht aus gräulichem Basaltgestein.[1] In der Apsiskalotte befindet sich eine verblasste Darstellung von Christus in einer Mandorla umgeben von den Evangelistensymbolen. Die Kirche ist seit 1910 als Monument historique anerkannt.[2]

Umgebung
- Der rund 90 Meter über den Fluss Allier aufragende Basaltfelsen von Servière ist etwa 400 Meter entfernt; auf seiner Spitze erheben sich die Mauerreste einer mittelalterlichen Festung (château).[3]

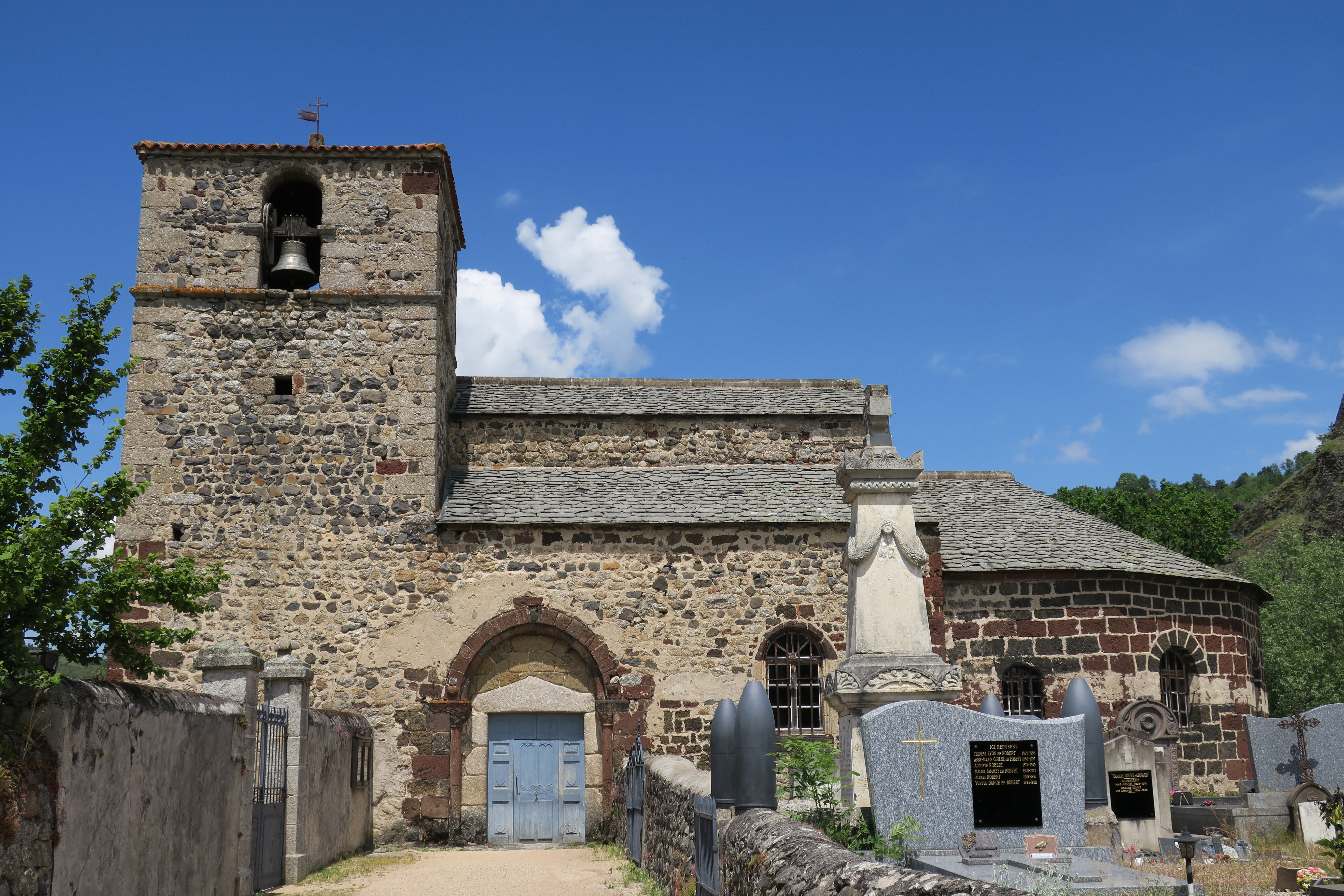
Kirche Saint-André
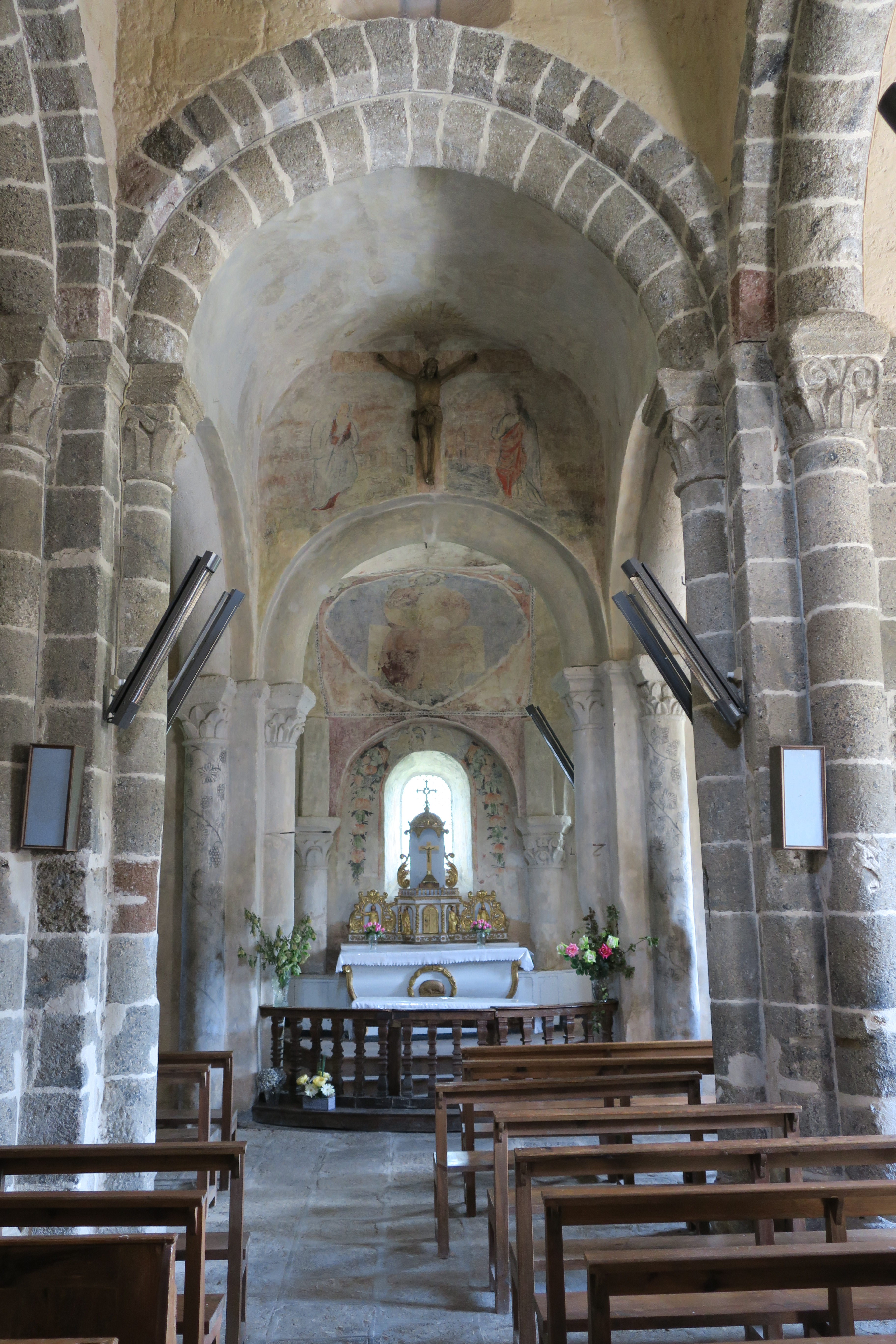
Innenansicht Saint-André
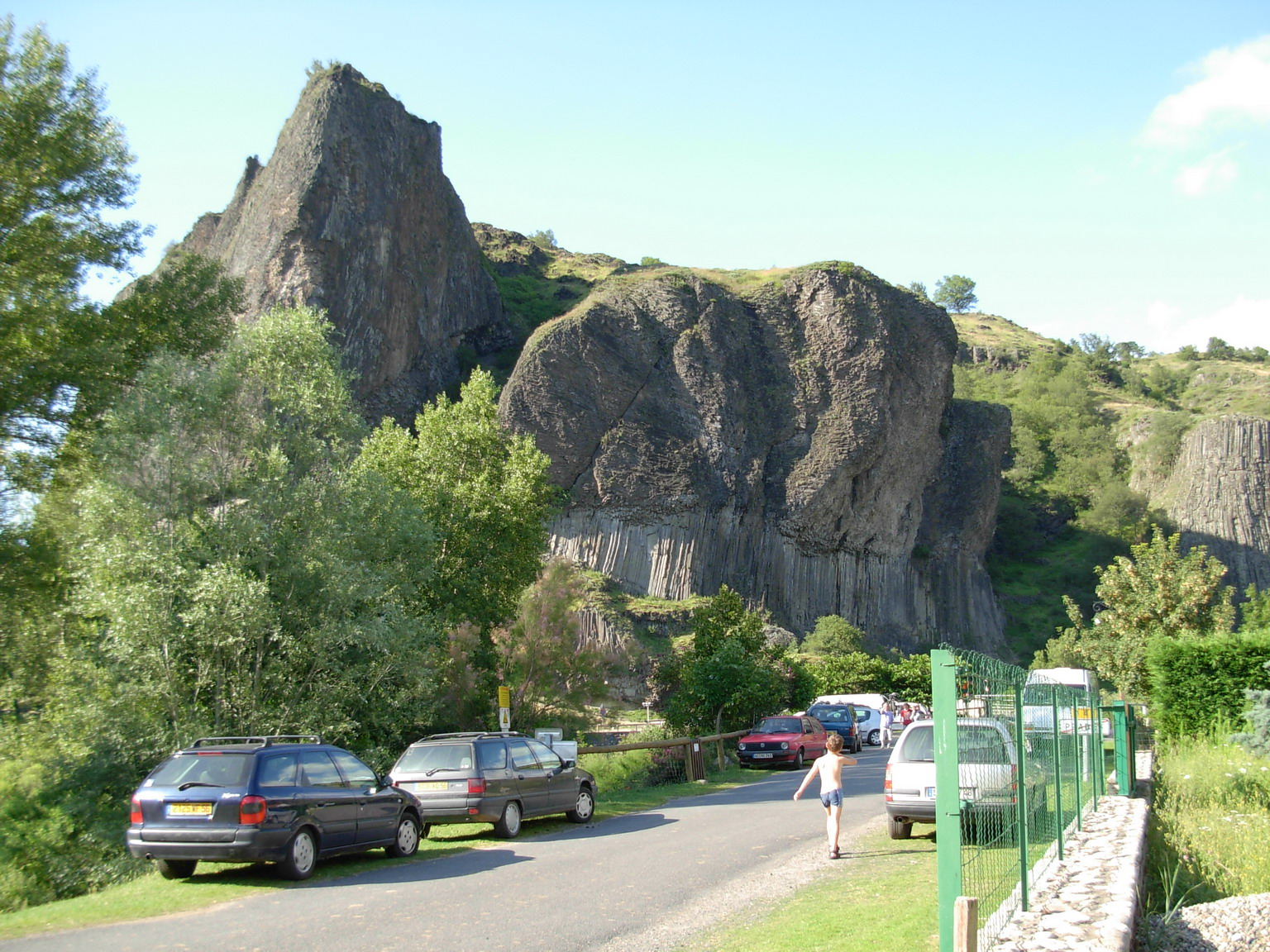
Basaltfelsen von Servière